# Olivia Tauro
Olivia Tauro (ur. 11 czerwca 1990 w Gosford) – australijska lekkoatletka specjalizująca się w biegach sprinterskich.
Na arenie międzynarodowej zadebiutowała w 2005 roku podczas mistrzostw świata juniorów młodszych, kiedy to zdobyła srebrny medal w sztafecie szwedzkiej. Dwa lata później podczas kolejnej edycji czempionatu juniorów młodszych najlepiej zaprezentowała się także w tej konkurencji – reprezentacyjna sztafeta z udziałem Tauro zajęła czwarte miejsce. Tauro była członkinią sztafety 4 x 400 metrów, która w 2008 zdobyła brąz juniorskich mistrzostw świata. Tuż za podium, na czwartym miejscu, sztafeta Australii ze sprinterką w składzie zakończyła rywalizację na igrzyskach Wspólnoty Narodów w Nowym Delhi (2010). Medalistka mistrzostw Australii w kategoriach: kadetek, juniorek oraz seniorek.
Rekordy życiowe: bieg na 100 metrów – 11,68 (27 stycznia 2007, Canberra); bieg na 200 metrów – 23,62 (10 lutego 2008, Sydney); bieg na 300 metrów – 37,56 (19 grudnia 2009, Sydney); bieg na 400 metrów – 52,59 (29 stycznia 2011, Illawong). 

## Osiągnięcia
| Rok  | Impreza                               | Miejsce    | Konkurencja        | Pozycja    | Wynik   |
| ---- | ------------------------------------- | ---------- | ------------------ | ---------- | ------- |
| 2005 | Mistrzostwa świata juniorów młodszych | Marrakesz  | bieg na 100 m      | półfinał   | 11,75   |
| 2005 | Mistrzostwa świata juniorów młodszych | Marrakesz  | bieg na 200 m      | 8. miejsce | 24,38   |
| 2005 | Mistrzostwa świata juniorów młodszych | Marrakesz  | sztafeta szwedzka  | 2. miejsce | 2:06,58 |
| 2007 | Mistrzostwa świata juniorów młodszych | Ostrawa    | bieg na 100 m      | półfinał   | 11,95   |
| 2007 | Mistrzostwa świata juniorów młodszych | Ostrawa    | bieg na 200 m      | półfinał   | 24,13   |
| 2007 | Mistrzostwa świata juniorów młodszych | Ostrawa    | sztafeta szwedzka  | 4. miejsce | 2:09,96 |
| 2008 | Mistrzostwa świata juniorów           | Bydgoszcz  | bieg na 200 m      | półfinał   | 24,12   |
| 2008 | Mistrzostwa świata juniorów           | Bydgoszcz  | sztafeta 4 x 100 m | DSQ        | –       |
| 2008 | Mistrzostwa świata juniorów           | Bydgoszcz  | sztafeta 4 x 400 m | 3. miejsce | 3:34,23 |
| 2010 | Igrzyska Wspólnoty Narodów            | Nowe Delhi | sztafeta 4 x 400 m | 4. miejsce | 3:30,29 |
| 2010 | Puchar interkontynentalny             | Split      | sztafeta 4 x 400 m | 4. miejsce | 3:33,32 |
| 2017 | IAAF World Relays                     | Nassau     | sztafeta 4 × 400 m | 5. miejsce | 3:28,80 |